# رضا بابک
رضا فشنگچی با نام هنری رضا بابک (زادهٔ ۲۰ اسفند ۱۳۲۳)، بازیگر تئاتر، سینما، تلویزیون ایرانی است.

## زندگی هنری
او دانش‌آموختهٔ رشتهٔ بازیگری و کارگردانی است.
در اوایل حضور خود در سینما و تئاتر چندین بار در تئاترهای جنوب کشور و شهرهای مسجدسلیمان و آبادان حضور مستمر داشت
رضا بابک فعالیت هنری خود را با بازی در تئاتر آغاز کرد و با تأسیس اولین گروه هنری کانون پرورش فکری کودکان و نوجوانان به اجرای نمایش پرداخت.
او تئاتر حرفه‌ای را از دهه ۵۰ آغاز نمود و حضور در سینما را با فیلم سینمایی «چریکه تارا» به کارگردانی بهرام بیضایی در سال ۱۳۵۶ تجربه کرد.
او همچنین قبل و بعد از انقلاب به عنوان کارگردان، نویسنده و بازیگر در تلویزیون فعالیت کرد.
از جمله کارهای او به عنوان نویسنده، آقای شانس در سال ۱۳۷۳ است.
سریال تلویزیونی آرایشگاه زیبا از سریال‌های سرشناس این بازیگر بود.

## فیلم‌شناسی

### سینما
| سال  | نام فیلم           | کارگردان          |
| ---- | ------------------ | ----------------- |
| ۱۴۰۲ | مفت‌بر              | عادل تبریزی       |
| ۱۳۹۷ | سودابه             | محمدعلی سجادی     |
| ۱۳۹۶ | بنفشه آفریقایی     | مونا زندی حقیقی   |
| ۱۳۸۷ | دعوت               | ابراهیم حاتمی‌کیا  |
| ۱۳۸۳ | به رنگ ارغوان      | ابراهیم حاتمی‌کیا  |
| ۱۳۸۳ | شوریده             | محمدعلی سجادی     |
| ۱۳۷۵ | بزرگ خیلی بزرگ     | فرزین مهدی‌پور     |
| ۱۳۷۴ | مرد آفتابی         | همایون اسعدیان    |
| ۱۳۷۴ | عاشق فقیر          | حسینعلی لیالستانی |
| ۱۳۷۴ | شریک زندگی         | علی خوش‌نشین       |
| ۱۳۷۲ | کودکانی از آب و گل | عطاء‌الله حیاتی    |
| ۱۳۷۱ | چشم‌هایم برای تو    | خسرو شجاعی        |
| ۱۳۷۱ | لبه تیغ            | جمال شورجه        |
| ۱۳۶۹ | گربه آوازخوان      | کامبوزیا پرتوی    |
| ۱۳۶۸ | ریحانه             | علیرضا رئیسیان    |
| ۱۳۶۷ | سفر عشق            | ابوالحسن داوودی   |
| ۱۳۶۷ | ارثیه              | کاظم بلوچی        |
| ۱۳۵۷ | چریکه تارا         | بهرام بیضایی      |

### تلویزیون
| سال       | نام                            | سمت                           | کارگردان                  | توضیحات                                                                             |
| --------- | ------------------------------ | ----------------------------- | ------------------------- | ----------------------------------------------------------------------------------- |
| ۱۳۹۲      | تله‌فیلم «دنیای آقای سخی»       | بازیگر                        | مجتبی یاسینی              | در نوروز ۱۳۹۳ پخش شد.                                                               |
| ۱۳۹۰      | تله‌فیلم «کار نشد ندارد»        | بازیگر                        | شاهین باباپور             | محصول شبکه استانی خراسان رضوی                                                       |
| ۱۳۹۰      | مهمانان ویژه                   | بازیگر                        | سید جواد رضویان           | پخش در خرداد ۱۳۹۱ از شبکه تهران                                                     |
| ۱۳۹۰      | تله‌تئاتر «دیوانگان متفکر»      | بازیگر                        | علیرضا کوشک جلالی         | شبکه ۴                                                                              |
| ۱۳۸۹      | تله‌فیلم «پسر ارشد من»          | بازیگر                        | سعید اسدی                 | شبکه ۳                                                                              |
| ۱۳۸۸      | گاوصندوق                       | بازیگر                        | مازیار میری               | شبکه ۳                                                                              |
| ۱۳۸۸      | تله‌تئاتر «آخرین گودو»          | بازیگر                        | داوود رشیدی               |                                                                                     |
| ۱۳۸۸      | تله‌تئاتر «شایعه»               | بازیگر                        | داوود رشیدی               | کارگردان تلویزیونی: «مسعود فروتن»                                                   |
| ۱۳۸۷      | جستجوگران                      | بازیگر                        | محمدعلی سجادی             | در سال ۱۳۸۸ از شبکه ۲ پخش شد.                                                       |
| ۱۳۸۶–۱۳۸۷ | پاتوق                          | بازیگر                        | شاهین باباپور             |                                                                                     |
| ۱۳۸۶      | روزگار قریب                    | بازیگر                        | کیانوش عیاری              |                                                                                     |
| ۱۳۸۶      | گل بارون‌زده                    | بازیگر                        | عباس رنجبر                |                                                                                     |
| ۱۳۸۶      | یک وجب خاک                     | بازیگر                        | علی عبدالعلی‌زاده          |                                                                                     |
| ۱۳۸۵      | راه شب                         | بازیگر                        | داریوش فرهنگ              | شبکه ۳                                                                              |
| ۱۳۸۲      | تله‌تئاتر «نکراسف»              | بازیگر                        | محمد رحمانیان             | نویسنده: «ژان-پل سارتر»                                                             |
| ۱۳۸۲      | بچه‌های خیابان                  | بازیگر                        | همایون اسعدیان            |                                                                                     |
| ۱۳۸۲      | رؤیای ناتمام                   | بازیگر                        | جواد اردکانی              |                                                                                     |
| ۱۳۸۱–۱۳۸۲ | این راهش نیست                  | بازیگر                        | نوید میهن دوست            |                                                                                     |
| ۱۳۸۱      | مهمان‌پذیر طوبی                 | بازیگر مهمان                  | منوچهر پوراحمد            | در نوروز ۱۳۸۳ از شبکه ۱ پخش شد.                                                     |
| ۱۳۸۱      | عسل‌ها و مثل‌ها                  | بازیگر                        | سیدمجتبی یاسینی           | از برنامه کودک و نوجوان شبکه ۱ پخش می‌شد.                                            |
| ۱۳۸۱      | تله‌تئاتر «بازرس کل»            | بازیگر                        | محمد رحمانیان             | شبکه ۴                                                                              |
| ۱۳۸۱      | دیوانه در شهر                  | بازیگر                        | غلامرضا رمضانی            | در نوروز ۱۳۸۲ از شبکه ۲ پخش شد.                                                     |
| ۱۳۷۹–۱۳۸۱ | آوایی در گلستان                | بازیگر                        | رامین لباسچی              |                                                                                     |
| ۱۳۷۹      | داستان‌های نوروز                | بازیگر                        | مرضیه برومند              | شبکه ۱                                                                              |
| ۱۳۷۹      | قصه‌های شبانه                   | بازیگر                        | محمد رحمانیان             | شبکه ۲                                                                              |
| ۱۳۷۹      | گل سرخی برای داوود             | بازیگر                        | محمد رحمانیان             | برنامه کودک و نوجوان شبکه ۲                                                         |
| ۱۳۷۹      | خانه ما                        | بازیگر                        | مسعود کرامتی              | شبکه ۳                                                                              |
| ۱۳۷۹      | آبدار شاه                      | بازیگر                        | رحیم رحیمی‌پور             |                                                                                     |
| ۱۳۷۷–۱۳۷۸ | روزهای زندگی                   | بازیگر                        | سیروس مقدم                | در سال ۱۳۷۹ از شبکه ۳ پخش شد.                                                       |
| ۱۳۷۷      | چشم‌به‌راه                       | بازیگر                        | اصغر فرهادی               | شبکه تهران کارگردان تلویزیونی: «مهتاج نجومی»                                        |
| ۱۳۷۷      | ماه آتش                        | بازیگر                        | اسماعیل میهن‌دوست          | در دهه فجر ۱۳۷۷ از شبکه ۱ پخش شد.                                                   |
| ۱۳۷۷      | روباه و خروس                   | صداپیشه                       | حسن پورشیرازی             | برنامه کودک و نوجوان شبکه ۱                                                         |
| ۱۳۷۶      | سلام زندگی                     | بازیگر                        | مسعود شاه‌محمدی            |                                                                                     |
| ۱۳۷۶      | زیر یک سقف                     | بازیگر                        | عبدالله صادقی             | هر روز ظهر از سیمای خانواده پخش می‌شد.                                               |
| ۱۳۷۵–۱۳۷۶ | تهران ۱۱- ۵۹۵ ج ۴۸             | بازیگر                        | مرضیه برومند              | بازی در اپیزود «پولوور بنفش»                                                        |
| ۱۳۷۵      | زندگی                          | بازیگر                        | محمدرضا اعلامی            | این مجموعه در آغاز «قصه‌ها» نام داشت.                                                |
| ۱۳۷۵      | زیر گنبد کبود - سری دوم        | بازیگر                        | ایرج طهماسب، هرمز هدایت   |                                                                                     |
| ۱۳۷۵      | هوای تازه                      | بازیگر                        | محمد رحمانیان، حسن فتحی   | شبکه ۳                                                                              |
| ۱۳۷۵      | فروشگاه                        | بازیگر                        | احمد بهبهانی              | شبکه ۳                                                                              |
| ۱۳۷۵      | خانواده رضایت                  | بازیگر                        | حمید امجد، مازیار میری    |                                                                                     |
| ۱۳۷۴      | قصه شب سیما                    | بازیگر                        | مسعود فروتن               | بازی در اپیزود «خانه عشق»                                                           |
| ۱۳۷۳–۱۳۷۴ | قصه‌های تابه‌تا                  | بازیگر                        | مرضیه برومند              | از برنامه کودک و نوجوان شبکه ۲ پخش می‌شد.                                            |
| ۱۳۷۳      | بهاران در بهار                 | بازیگر                        | غلامرضا رمضانی            | ماه رمضان ۱۳۷۴ از شبکه ۲ پخش شد.                                                    |
| ۱۳۷۳      | عاطفه                          | بازیگر                        | حسن فتحی                  | کارگردان تلویزیونی: «محمود رضایی»                                                   |
| ۱۳۷۱      | تله‌تئاتر «بازپرس وارد می‌شود»   | بازیگر کارگردان هنری          | رضا بابک                  | شبکه ۲ کارگردان تلویزیونی: «مسعود فروتن»                                            |
| ۱۳۷۰      | آهنگ پنهان                     | بازیگر                        | ایرج کریمی                | شبکه ۲                                                                              |
| ۱۳۷۰      | گل پامچال                      | بازیگر                        | محمدعلی طالبی             | شبکه ۱                                                                              |
| ۱۳۶۹      | آرایشگاه زیبا                  | بازیگر                        | مرضیه برومند              | شبکه ۲                                                                              |
| ۱۳۶۶      | تله‌تئاتر «حکایت پررنج حامل»    | بازیگر، نویسنده کارگردان هنری | رضا بابک                  | این تله تئاتر بخشی از مجموعه «راویان اخبار» بود. کارگردان تلویزیونی: «اسدالله ایمن» |
| ۱۳۶۶      | این شرح بی‌نهایت                | بازیگر                        | اسماعیل خلج حمید حمزه     | کارگردانان تلویزیونی: «بیژن صمصامی» و «شهریار بدیعی»                                |
| ۱۳۶۶      | خونه مادربزرگه                 | صداپیشه                       | مرضیه برومند              | گویندگی به‌جای «آقا حنایی»                                                           |
| ۱۳۶۵      | آرزو                           | بازیگر کارگردان هنری          | رضا بابک مسعود کرامتی     | گروه کودک و نوجوان شبکه ۱ کارگردان تلویزیونی: «فرانک دولتشاهی»                      |
| ۱۳۶۵      | راویان اخبار                   | بازیگر کارگردان هنری          | گروه کارگردانان           | کارگردان تلویزیونی: «اسدالله ایمن»                                                  |
| ۱۳۶۵      | نهضت‌های آزادی‌بخش               | بازیگر                        | اسماعیل شنگله             | کارگردانان تلویزیونی: «مسعود پور صبری» و «امیر آقامیری»                             |
| ۱۳۶۴      | طنزآوران                       | بازیگر                        | داریوش مؤدبیان حسین فردرو |                                                                                     |
| ۱۳۶۴      | حکایت مسافر گمنام              | بازیگر                        | داود میرباقری             | در نقش «مُصیب»                                                                       |
| ۱۳۶۴      | چتر باران                      | صداپیشه                       | سیما ایلخان               | برنامه کودک و نوجوان شبکه ۱ کارگردان عروسکی: «مهدی میگانی»                          |
| ۱۳۶۴      | آئینه                          | بازیگر                        | غلامحسین لطفی             | شبکه ۱                                                                              |
| ۱۳۶۳      | تله‌تئاتر «اسکندر شاه مغلوب»    | بازیگر                        | داود میرباقری             | کارگردان تلویزیونی: «امیر آقامیری»                                                  |
| ۱۳۶۲      | تله‌تئاتر «برده رقصان»          | بازیگر                        | ابوالقاسم معارفی          |                                                                                     |
| ۱۳۶۲      | تله‌تئاتر «ماه‌پنهان است»        | بازیگر                        | خسرو شایسته               | کارگردان تلویزیونی: «مسعود فروتن»                                                   |
| ۱۳۵۷      | گلباران                        | کارگردان                      | رضا بابک                  | در نوروز ۱۳۵۷ پخش شد.                                                               |
| ۱۳۵۴      | سلطان صاحبقران                 | بازیگر                        | علی حاتمی                 |                                                                                     |
| ۱۳۵۴      | تله‌تئاتر «دیوان اشعار برانینگ» | بازیگر                        | ؟                         | «مرضیه برومند» هم در این نمایش تلویزیونی بازی کرده بود.                             |

### شبکه خانگی
| سال  | نام            | سمت      | کارگردان      | توضیحات           |
| ---- | -------------- | -------- | ------------- | ----------------- |
| ۱۳۹۳ | عمو جان هیتلر  | کارگردان | حمید ابراهیمی | پخش در شبکه خانگی |
| ۱۳۹۶ | مرگ نقش        | بازیگر   | فرزاد فره وشی | شبکه نمایش خانگی  |
| ۱۳۹۷ | ستاره‌های حیران | بازیگر   | فرزاد فره وشی | شبکه نمایش خانگی  |